# Герб Ярославской области
Герб Яросла́вской области — официальный символ Ярославской области Российской Федерации. Большой герб утвержден Законом Ярославской области от 30.06.2011 № 20-з «Об официальных символах Ярославской области». Данный закон вступил в силу 6 августа 2011 года.
Автор описания герба (блазон) — историк и геральдист М. Ю. Диунов. Использующееся в настоящее время изображение герба выполнено историком и геральдистом М. Ю. Медведевым и художником-геральдистом Д. В. Ивановым в 2011 году на основе описания герба 1998 года, при этом М. Ю. Медведевым и Д. В. Ивановым был взят за образец «Большой герб» из проекта 1998 года.

## Описание и обоснование символики
Официальное описание большого (парадного) герба гласит:
В золотом поле черный восстающий медведь, держащий левой лапой на левом плече серебряную секиру с червлёным (красным) древком.

Над щитом – княжеская шапка образца 1730 года: пурпурная, с горностаевой (в два ряда хвостов) опушкой и тремя видимыми дужками, из которых средняя украшена самоцветами, а боковые – жемчугом; дужки замкнуты золотой державой, также украшенной самоцветами.

Щитодержатели: справа – серебряный олень с золотыми рогами, гривой, копытами и с золотым ошейником, украшенным самоцветами и имеющим кольцо впереди, слева – черный медведь настороже, имеющий червленый язык и увенчанный российской императорской короной, какой она изображалась в губернских гербах, но без лент; оба щитодержателя – на зеленом узорном подножии
Герб Ярославской области может воспроизводиться как в полной версии, так и в сокращенной — без щитодержателей и подножия. Все версии герба равноправны и имеют одинаковый статус.
Допускается воспроизведение герба Ярославской области в щитах разных форм и в различных стилизациях, в виде многоцветных и одноцветных (с передачей цвета при помощи условной геральдической штриховки — шраффировки).
Изобразительный эталон герба Ярославской области не устанавливается, но воспроизводимые изображения герба должны соответствовать геральдическому описанию.
Официальное описание малого герба гласит:
В золотом щите черного восстающего медведя, держащего левой лапой на левом плече серебряную секиру с червленым (красным) древком. Щит венчает ярославская княжеская шапка, соответствующая узаконению 1730 года
Малый герб утвержден Законом "О гербе и флаге Ярославской области" получил №17-з от 7 марта 2001 года

## История

### Первый проект герба 1998 года
Весной 1998 года М. Ю. Диунов по заказу Аналитического центра Администрации Ярославской области создал документ «Историко-правовое обоснование официальных символов ярославской области» в котором содержалось первое описание современной версии герба. Описание герба прошло успешное согласование в Государственной герольдии при Президенте Российской Федерации. Доклад посвященный гербу Ярославской области был сделан М. Ю. Диуновым на Всероссийском совещании «Правовые основы и перспективы территориальной и муниципальной геральдики», состоявшемся в 1999 году в Санкт-Петербурге.
После разработки описания герба, состоялся конкурс «На лучшее графическое изображение герба, государственного гербового штандарта и флага Ярославской области», объявленный в июне 1998 года. По итогам конкурса художником-геральдистом М. Ю. Медведевым был представлен рисунок герба, который губернатор Ярославской области А. И. Лисицын внес для утверждения в Государственную Думу Ярославской области в качестве иллюстрации к проекту закона «Об официальных символах Ярославской области». В законопроекте также предусматривалось наличие штандарта губернатора Ярославской области.
Малый герб: Помещенный в золотом щите чёрный восстающий медведь, держащий левой лапой на левом плече серебряную секиру с червленым (красным) древком. Щит венчает ярославская княжеская шапка, соответствующая узаконению 1730 года.

Большой герб: Малый герб, дополненный щитодержателями на зелёном узорном подножии: справа — серебряным оленем с золотыми рогами, гривой, копытами и с золотым ошейником, имеющим кольцо впереди и украшенным самоцветами, слева — чёрным медведем настороже (то есть головой анфас), имеющим червленый язык и увенчанным российской императорской короной.

Большой герб с дополнительными почетными элементами: В золотом поле чёрный восстающий медведь, держащий левой лапой на левом плече серебряную секиру с червленым (красным) древком. Над щитом — серебряный шлем, украшенный золотом и увенчанный условной шлемовой короной (золотой с самоцветами, имеющей три видимых листовидных зубца), с нашлемником — выходящим из короны медведем, изображенным, как в щите, и с наметом — зелёным, подбитым золотом. В опорах щита справа — серебряный олень с золотыми рогами, гривой, копытами и с золотым ошейником, имеющим кольцо впереди и украшенным самоцветами, слева — чёрный медведь настороже, имеющий червленый язык и увенчанный российской императорской короной, какой она изображалась в губернских гербах, но без лент; оба щитодержателя — на зелёном узорном подножии. Позади щита поставлены два знамени — справа золотое с чёрным медведем, изображенным, как в щите, и с широкой зелёной каймой, слева — дважды пересеченное, серебряное, золотое и зелёное; оба знамени на золотых копейных древках, с такими же бахромой и шнурами. Герб покрыт зелёной мантией с горностаевым подбоем и отворотами и с золотыми шнурами, увенчанной ярославской княжеской шапкой.
22 декабря 1998 года, после обсуждения в Государственной Думе Ярославской области, принятие законопроекта было отложено из-за непривычного для большинства депутатов облика герба.

### Герб 2001 года
Два года спустя, 27 февраля 2001 года, Государственной Думой Ярославской области был принят упрощенный вариант герба без щитодержателей. Изображение герба Ярославской области используемое с 2001 года по 2011 год, было создано ярославским художником А. Ф. Булдыгиным.
Герб Ярославской области представляет собой помещенного в золотом щите чёрного восстающего медведя, держащего левой лапой на левом плече серебряную секиру с червленым (красным) древком. Щит венчает ярославская княжеская шапка, соответствующая узаконению 1730 года.